# Hillsboro, Texas
Hillsboro là một thành phố thuộc quận Hill, tiểu bang Texas, Hoa Kỳ. Năm 2010, dân số của xã này là 8456 người.

## Dân số
- Dân số năm 2000: 8232 người.
- Dân số năm 2010: 8456 người.